# Coupe d'Europe de beach soccer 2005
Navigation
2004 2006
L'Euro Beach Soccer Cup 2005 est la septième édition de cette compétition regroupant les huit meilleurs nations de beach soccer d'Europe. Elle se déroule à Moscou du 2 au 4 décembre.
Une finale inédite voit la Suisse remporter sa première coupe d'Europe face à la Russie. Pour la première fois, l'équipe du Portugal n'atteint pas la finale.

## Nations participantes
- Belgique

- Espagne

- France

- Italie

- Portugal

- Russie

- Suisse

- Ukraine

## Déroulement
Huit équipes participent au tournoi qui se joue à élimination directe et commence aux quarts de finale avec des matchs de classement.

## Tournoi

### Quarts de finale
| Date       | Équipe 1 | Résultat    | Équipe 2 |
| ---------- | -------- | ----------- | -------- |
| 2 décembre | Russie   | 2 - 1       | Belgique |
| 2 décembre | Ukraine  | 6 - 4       | Italie   |
| 2 décembre | Suisse   | 6 - 4       | France   |
| 2 décembre | Espagne  | 3 - 4 (a.p) | Portugal |

### Demi-finale
| Date       | Équipe 1 | Résultat      | Équipe 2 |
| ---------- | -------- | ------------- | -------- |
| 3 décembre | Russie   | 5 - 3         | Portugal |
| 3 décembre | Suisse   | 4 - 4 (t.a.b) | Ukraine  |

### 5eà la8eplace
| Tour        | Équipe 1   | Résultat | Équipe 2 |
| ----------- | ---------- | -------- | -------- |
| Demi-finale | Espagne    | 8 - 3    | Belgique |
| Demi-finale | Angleterre | 2 - 1    | Suisse   |
| 7e place    | France     | 4 - 3    | Belgique |
| 5e place    | Espagne    | 5 - 4    | Italie   |

### 3eplace
| 4 décembre 2005 | Portugal | 5 - 4 | Ukraine |  |  |
|                 |          |       |         |  |  |

### Finale
| 4 décembre 2005 | Suisse | 4 - 3 | Russie |  |  |
|                 |        |       |        |  |  |

## Classement final
| Place | Équipe   |
| ----- | -------- |
| 1     | Suisse   |
| 2     | Russie   |
| 3     | Portugal |
| 4     | Ukraine  |
| 5     | Espagne  |
| 6     | Italie   |
| 7     | France   |
| 8     | Belgique |

## Récompenses individuelles
Trophées individuels décernés à la fin de la compétition :
- Meilleur joueur :  Andreï Boukhlitski
- Meilleur buteur :  Pasquale Carotenuto
- Meilleur gardien :  Nico Jung